# Ponana pertenua
Ponana pertenua är en insektsart som beskrevs av Delong 1977. Ponana pertenua ingår i släktet Ponana och familjen dvärgstritar. Inga underarter finns listade i Catalogue of Life.